# James Milner
James Philip Milner (Wortley, 1986. január 4.) korábbi angol válogatott labdarúgó, jelenleg a Brighton játékosa. Szélsőként és középső középpályásként is bevethető.
Korábban szerepelt a Leeds United, a Swindon Town, a Newcastle United, Aston Villa valamint a Manchester City csapatában is. Kezdetben szélsőt játszott, de szükség esetén szélső hátvédként is bevethető. A 2009–2010-es szezonban kapott lehetőséget először középpályás szerepkörben, azóta mind klubcsapatában, mind a válogatottban gyakran szerepel ezen a poszton.[forrás?]
Tehetségét a labdarúgásban, a krikettben és a hosszútávfutásban már fiatal korában felfedezték. Iskoláit többször képviselte ezekben a sportágakban, míg amatőr szinten futballozott rawdoni és horsforthi csapatokban. Fiatal korától kezdve Leeds United szurkoló. 1996-ban csatlakozott a Leeds akadémiájához, ahol kitartó munkájával elérte, hogy 2002-ben, alig 16 évesen debütálhatott a Premier League-ben. Még ebben az évben gólt is szerzett, így átvette az addig Wayne Rooney által tartott, az élvonal legfiatalabb góllövője címet.
2003-ban kölcsönbe került a Swindon Town-hoz, hogy kellő tapasztalatra tegyen szert, mint rendszeres kezdő. Miután 2004-ben a Newcastle United-hez igazolt, hamarosan újra a kölcsönjátékosok kenyerét fogyaszthatta, ezúttal az Aston Villa-nál.[forrás?] A kölcsönben töltött szezon után Milner rendszeres kezdővé vált a Newcastle United-ben, ahogy később az Aston Villa és a Manchester City csapatában is. Több mint százszor lépett pályára a Newcastle United csapatában, míg az angol U21-es válogatott-ban rekord számú pályára lépést mondhat magának. A felnőtt válogatottban 2009-ben, Hollandia ellen mutatkozott be, később játszott a 2010-es labdarúgó-Világbajnokságon és a 2012-es labdarúgó-Európa-bajnokságon is.[forrás?]
2023. június 14-én bejelentették, hogy a Brightonhoz igazolt és 1 éves szerződést kötött.

## Pályafutása

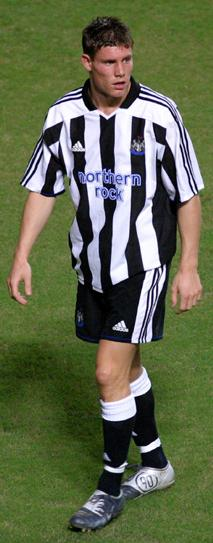
Milner a Newcastle United mezében

### Leeds
Milner 2002. november 10-én mutatkozott be a Leeds csapatában, első mérkőzését a West Ham ellen játszotta. 16 évesen és 309 naposan ő lett a második legfiatalabb játékos, aki pályára lépett a Premier League-ben, majd 16 évesen és 356 naposan a legfiatalabb, aki gólt is lőtt az első osztályban. Utóbbi rekordját 2005-ben James Vaughan, az Everton játékosa megdöntötte. 2003 februárjában meghosszabbította szerződését, további öt évre írt alá. A 2003-04-es szezon elején kölcsönadták a Swindon csapatához, ahol hat találkozón szerepelt, melyeken két gólt lőtt. Mikor a Leeds kiesett a másodosztályba, Milner jövője kérdésessé vált. A klub anyagi helyzete miatt végül kénytelen volt elengedni őt, a Newcastle 3,6 millió fontot fizetett érte.[forrás?]

### Newcastle
Első bajnokiját 2004. augusztus 18-án játszotta, majd pályára lépett az UEFA-kupában is. Még augusztusban megszerezte első gólját a Newcastle mezében. Mikor a csapat edzője, Bobby Robson távozott, és helyére Graeme Souness érkezett, Milner kevesebb mérkőzésen kapott lehetőséget. Végül 2005-ben kölcsönadták az Aston Villának, 2005. szeptember 12-én debütált új csapatában, a West Ham ellen lépett pályára. Első gólját a Tottenham ellen szerezte. Kölcsönszerződése végéhez közeledve a két csapat, a Newcastle és az Aston Villa tárgyalni kezdett Milner esetleges átigazolásáról. Augusztus 30-án a Villa egy újabb, négymillió fontos ajánlattal rukkolt elő, melyet a Newcastle elfogadott. A tárgyalások jól haladtak, Milnert azonban visszahívta a Newcastle, és végül a futballista játékjoga maradt a csapatnál. A 2006–07-es szezonban összesen 53 mérkőzésen lépett pályára. 2007 májusában újabb szerződéshosszabbítást írt alá, mely négy évre szólt.[forrás?] 2008 májusában a Liverpool is érdeklődött iránta, azonban Milner az Aston Villa mellett döntött.[forrás?]

### Aston Villa
2008. augusztus 29-én négyéves szerződést írt alá, a csapat 12 millió fontot fizetett érte. Két nappal később első mérkőzését is lejátszotta, a Liverpool ellen lépett pályára. A 2009–10-es szezonban 12 gólt szerzett, a csapat szurkolói megszavazták neki az Aston Villa Legjobb Játékosa címet, a PFA pedig Az Év Fiatal Játékosává választotta. 2010 májusában vásárolta meg a Manchester City, a klub összesen 20 millió fontot fizetett érte.

### Manchester City
Első mérkőzését a klub színeiben 2010. augusztus 23-án játszotta. Első PL-gólját 2011 szeptemberében szerezte, az Everton csapata ellen. 2015-ig játszott a klubnál, 2015. június 4-én igazolta le őt a Liverpool, a csapat pedig teljesen ingyen szerezte meg Milnert, mert a szerződése épp akkor járt le.

### Liverpool
Milner  a vörösökhöz szerződött a Manchester City-től, 2015. június 4-én. 2015 augusztusában bejelentették, hogy Milner lesz a második számú csapatkapitány. Első meccsét a Stoke City ellen játszotta. Pályára lépett a 2015–16-os Európa Liga döntőjében is. Első szezonjában összesen hét gólt szerzett. 2017. március 19-én, mikor betalált a Manchester City ellen, megdöntött egy rekordot, miszerint ő az a játékos, aki 47 mérkőzésen keresztül, amikor betalált, csapata nem kapott ki. 2018 novemberében megszerezte 50. Premier League-gólját. Decemberben 500. mérkőzésén is pályára lépett az első osztályban, ezzel ő lett a 13 játékos, aki elérte a félezer találkozót. 2019. június 1-én megnyerte a Bajnokok Ligáját, majd augusztus 14-én a Klubvilágbajnokságot is. 2019 decemberében 2022-ig meghosszabbította szerződését.

### Brighton
2023. június 14-én bejelentették, hogy a Brightonhoz igazolt és 1 éves szerződést kötött. Új mezszámmal vág neki a 2025–26-os Premier League-idénynek. A rutinos angol játékos a 6-os helyett a 20-as mezt választotta, ezzel tisztelegve elhunyt barátja és korábbi liverpooli csapattársa, Diogo Jota emléke előtt. James Milner egy évvel meghosszabbította szerződését a Brightonnal, ezzel rekordot jelentő 24. szezonját kezdi meg augusztusban. Ezzel újabb esélyt kapott arra, hogy ő legyen az, aki legtöbbször lép pályára a ligában. Jelenleg Gareth Barry 653 fellépéssel tartja a rekordot, Milner 638-szor szerepelt az angol élvonalban.

## Sikerei, díjai

### Newcastle United
- UEFA Intertotó-kupa: 2006[25][26][27]

### Aston Villa
- Angol Ligakupa döntős: 2009–10[28]

### Manchester City
- Angol bajnok: 2011–2012,[29] 2013–2014
- FA-kupa győztes: 2010–11[30]
- Ligakupa döntős: 2013–14[31]
- Community Shield győztes: 2012[32]
- FA-kupa döntős: 2012–13[33]
- Community Shield döntős: 2010–11,[34] 2013–14[35]

### Liverpool
- Ligakupa döntős: 2015–16[36]
- Ligakupa győztes: 2021–22[37]
- Európa-liga döntős: 2015–16[38]
- Bajnokok Ligája döntős: 2017–2018,[39] 2021–22[40]
- Bajnokok Ligája győztes: 2018–2019[41]
- UEFA-szuperkupa győztes: 2019[42]
- FIFA-klubvilágbajnokság: 2019[43]
- Angol bajnok: 2019–20[44]

### Anglia U21
- U21-es Európa-bajnokság döntős: 2009[45]

### Egyéni
- Az év fiatal angol labdarúgója (PFA): 2009–2010 [46]
- Az év csapatának tagja (PFA): 2009–2010 [46]
- Aston Villa az év játékosa a szurkolók szerint: 2009–10[47]

## Statisztikái

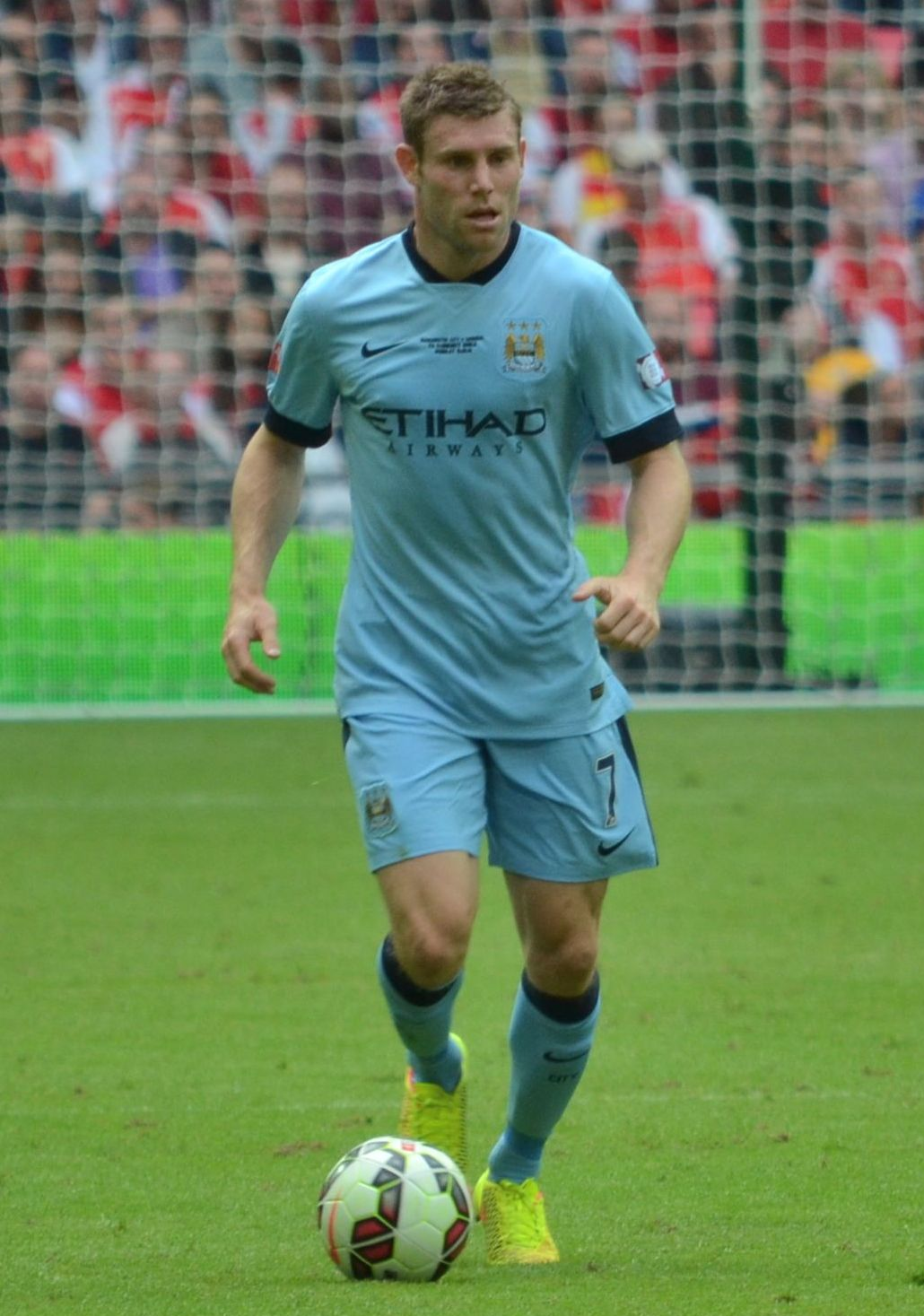
Milner a Manchester City színeiben 2014-ben

### Klubokban
2019. május 12-én lett frissítve.
| Klub                      | Szezon           | Liga             | Liga            | Liga  | FA-kupa         | FA-kupa | Angol Ligakupa  | Angol Ligakupa | UEFA            | UEFA  | Egyéb           | Egyéb | összesen        | összesen |
| Klub                      | Szezon           | Bajnokság        | Pályára lépések | Gólok | Pályára lépések | Gólok   | Pályára lépések | Gólok          | Pályára lépések | Gólok | Pályára lépések | Gólok | Pályára lépések | Gólok    |
| ------------------------- | ---------------- | ---------------- | --------------- | ----- | --------------- | ------- | --------------- | -------------- | --------------- | ----- | --------------- | ----- | --------------- | -------- |
| Leeds United              | 2002–2003        | Premier League   | 18              | 2     | 4               | 0       | 0               | 0              | 0               | 0     | —               | —     | 22              | 2        |
| Leeds United              | 2003–2004        | Premier League   | 30              | 3     | 1               | 0       | 1               | 0              | —               | —     | —               | —     | 32              | 3        |
| Leeds United              | összesen         | összesen         | 48              | 5     | 5               | 0       | 1               | 0              | 0               | 0     | —               | —     | 54              | 5        |
| Swindon Town (kölcsönben) | 2003–2004        | Second Division  | 6               | 2     | —               | —       | —               | —              | —               | —     | —               | —     | 6               | 2        |
| Newcastle United          | 2004–2005        | Premier League   | 25              | 1     | 4               | 0       | 1               | 0              | 11              | 0     | —               | —     | 41              | 1        |
| Newcastle United          | 2005–2006        | Premier League   | 3               | 0     | —               | —       | —               | —              | 4               | 2     | —               | —     | 7               | 2        |
| Newcastle United          | 2006–2007        | Premier League   | 35              | 3     | 2               | 1       | 3               | 0              | 13              | 0     | —               | —     | 53              | 4        |
| Newcastle United          | 2007–2008        | Premier League   | 29              | 2     | 2               | 1       | 1               | 0              | —               | —     | —               | —     | 32              | 3        |
| Newcastle United          | 2008–2009        | Premier League   | 2               | 0     | —               | —       | 1               | 1              | —               | —     | —               | —     | 3               | 1        |
| Newcastle United          | összesen         | összesen         | 94              | 6     | 8               | 2       | 6               | 1              | 28              | 2     | —               | —     | 136             | 11       |
| Aston Villa (kölcsönben)  | 2005–2006        | Premier League   | 27              | 1     | 3               | 0       | 3               | 2              | —               | —     | —               | —     | 33              | 3        |
| Aston Villa               | 2008–2009        | Premier League   | 36              | 3     | 3               | 3       | —               | —              | 4               | 0     | —               | —     | 43              | 6        |
| Aston Villa               | 2009–2010        | Premier League   | 36              | 7     | 5               | 0       | 6               | 4              | 2               | 1     | —               | —     | 49              | 12       |
| Aston Villa               | 2010–2011        | Premier League   | 1               | 1     | —               | —       | —               | —              | —               | —     | —               | —     | 1               | 1        |
| Aston Villa               | összesen         | összesen         | 100             | 12    | 11              | 3       | 9               | 6              | 6               | 1     | —               | —     | 126             | 22       |
| Manchester City           | 2010–2011        | Premier League   | 32              | 0     | 3               | 1       | 1               | 0              | 5               | 0     | —               | —     | 41              | 1        |
| Manchester City           | 2011–2012        | Premier League   | 26              | 3     | 1               | 0       | 3               | 0              | 6               | 0     | 1               | 0     | 37              | 3        |
| Manchester City           | 2012–2013        | Premier League   | 26              | 4     | 6               | 0       | 1               | 0              | 2               | 0     | 1               | 0     | 36              | 4        |
| Manchester City           | 2013–2014        | Premier League   | 31              | 1     | 4               | 0       | 3               | 0              | 6               | 1     | —               | —     | 44              | 2        |
| Manchester City           | 2014–2015        | Premier League   | 32              | 5     | 2               | 2       | 2               | 0              | 8               | 1     | 1               | 0     | 45              | 8        |
| Manchester City           | összesen         | összesen         | 147             | 13    | 16              | 3       | 10              | 0              | 27              | 2     | 3               | 0     | 203             | 18       |
| Liverpool                 | 2015–2016        | Premier League   | 28              | 5     | 1               | 0       | 4               | 0              | 12              | 2     | —               | —     | 45              | 7        |
| Liverpool                 | 2016–2017        | Premier League   | 36              | 7     | 0               | 0       | 4               | 0              | —               | —     | —               | —     | 40              | 7        |
| Liverpool                 | 2017–2018        | Premier League   | 32              | 0     | 2               | 1       | 0               | 0              | 13              | 0     | —               | —     | 47              | 1        |
| Liverpool                 | 2018–2019        | Premier League   | 31              | 5     | 1               | 0       | 1               | 0              | 11              | 2     | —               | —     | 44              | 7        |
| Liverpool                 | összesen         | összesen         | 127             | 17    | 4               | 1       | 9               | 0              | 36              | 4     | —               | —     | 176             | 22       |
| Karrier összesen          | Karrier összesen | Karrier összesen | 522             | 55    | 44              | 9       | 35              | 7              | 97              | 9     | 3               | 0     | 701             | 80       |

### A válogatottban
| Nemzet   | Év       | Pályára lépések | Gólok |
| -------- | -------- | --------------- | ----- |
| Anglia   | 2009     | 6               | 0     |
| Anglia   | 2010     | 9               | 0     |
| Anglia   | 2011     | 8               | 0     |
| Anglia   | 2012     | 11              | 1     |
| Anglia   | 2013     | 10              | 0     |
| Anglia   | 2014     | 9               | 0     |
| Anglia   | 2015     | 4               | 0     |
| Anglia   | 2016     | 4               | 0     |
| összesen | összesen | 61              | 1     |

### Gólja a válogatottban
| # | Dátum               | Helyszín                          | Pályára lépések | Ellenfél | Gól | Eredmény | Verseny              |
| - | ------------------- | --------------------------------- | --------------- | -------- | --- | -------- | -------------------- |
| 1 | 2012. szeptember 7. | Zimbru Stadion, Chișinău, Moldova | 32              | Moldova  | 4–0 | 5–0      | 2014-es vb-selejtező |